# Blind op zoek (Trapagas)
Blind op zoek (Trapagas) is een lied van de Belgische artiest Jinho 9. Het werd in 2022 als single uitgebracht. 

## Achtergrond
Blind op zoek (Trapagas) is geschreven door Jason Xavier Mungroop en Kevin Shomba en geproduceerd door Jason XM. Het is een lied uit het genre hiphop. In het lied rapt de artiest over dat hij niet met zijn geliefde kan zijn, omdat zijn focus ligt op geld verdienen. Voordat de rapper het lied uitbracht, had hij al meerdere fragmenten gedeeld op mediaplatform TikTok en werden deze door anderen in filmpjes gebruikt. Al voordat de single op de markt was, waren delen van het nummer al meer dan 20 miljoen keer beluisterd. Twee dagen voordat de single daadwerkelijk werd uitgebracht, maakte de artiest bekend dat hij had getekend bij platenlabel Atlantic Records, waardoor dit de eerste single was die hij uitbracht onder dit label. Het lied werd bij radiozender NPO FunX uitgeroepen tot DiXte track van de week. De single heeft in Nederland de gouden status. In Vlaanderen heeft het de gouden status.

## Hitnoteringen
De rapper had succes met het lied in de hitlijsten van Nederland en België. In de 23 weken dat het in de Nederlandse Single Top 100 te vinden was, piekte het op de vierde plaats. Het kwam tot de 26e plek van de Nederlandse Top 40, waarin het in totaal zes weken stond. De piekpositie in de Vlaamse Ultratop 50 was de 28e plek. Het stond vijf weken in deze hitlijst.